# 三遊亭歌笑
三遊亭 歌笑（さんゆうてい かしょう）は落語の名跡。当代は四代目。
- 初代三遊亭歌笑 - 後∶初代古今亭志ん上
- 二代目三遊亭歌笑 - 後∶三代目三遊亭金馬
- 三代目三遊亭歌笑 - 本項にて詳述
- 四代目三遊亭歌笑 - 本項にて詳述

## 3代目
三代目 三遊亭 歌笑（1916年9月22日 - 1950年5月30日）は東京都西多摩郡五日市町（現：あきる野市）出身の落語家。本名：高水 治男。

### 経歴
生家の製糸工場の二男。地元の小学校を卒業した後、兵隊検査で極度の斜視で弱視（ロービジョン）であるため丙種合格となった。エラの張った顔が特徴で、子ども時代からよくからかわれたという。そのことに失望して家出し、産まれてから一度も出ていなかった五日市の町を出、隣町の秋川と縁がある大スター柳家金語楼の門を叩くが断られる。金語楼から六代目春風亭柳橋を紹介されるが、柳橋にも断られる。
1937年9月、三代目三遊亭金馬に入門し、三遊亭金平の名をもらう。楽屋内では「化け」と言われ続け、後年の人気をも頑として認めない空気があったという。
1941年3月、（1942年とも）二ツ目昇進、かつて師匠が名乗った歌笑を襲名する。後に寄席に出演するため、寄席に背を向けていた金馬門下を離れ、二代目三遊亭円歌門下に移る。戦況が刻一刻と悪くなるこの頃には人形町末廣点石原席亭から認められるなど頭角を現し、周囲の反対を押し切り大塚鈴本で開催された七代目柳家小きん、四代目柳亭痴楽との「二ツ目」だけで開かれた三人会を大入りにする。
以下は『歌笑純情詩集』より「我生い立ちの記」（冒頭）
結婚し、召集から除隊後に落語に帰って来るが空襲が酷くなり寄席はどこも閉まっており、人形町末広と神田の立花のみ残っていた。戦後の復興が直線的に進んだ訳ではなく、まだ生きるのに必死で笑いに気を向ける余裕がない人が多い中、一足先に復興する銀座の風景で歌笑は作った。
以下は『歌笑純情詩集』より（冒頭）
特異な風貌（どことなく愛嬌も感じられる「フラ」）と、それに似合わぬ純情な所が、終戦直後の荒んだ世相に明るい笑いを提供する。
1947年10月に真打昇進。ラジオ出演をキッカケとして、日本劇場や国際劇場等を満員にするほど人気が沸騰し、元祖「爆笑王」、「笑いの水爆」と呼ばれ、一世を風靡。共に若手三羽烏と呼ばれた四代目柳亭痴楽、九代目柳家小三治ら同年代の若手落語家に多大な刺激を与えた他、四代目桂米丸や後に同じ昭和の「爆笑王」の名を拝命する初代林家三平といった駆け出しの落語家の大きな目標となっていた。
得意ネタは、七・五調で演じる「歌笑純情詩集」の他に「論文集」、「迷作集」「ジャズ風呂」がある。SPレコードは現在確認されているもので「我が生い立ち記」「音楽花電車」「妻を語る」「音楽風呂」「スポーツショウの巻」の5枚が残されており、この5枚は2010年現在、全てCD化されている。趣味は読書であった。
1948年に映画「音楽二十の扉」、1949年「ホームラン狂時代」、
1950年に「笑う地球に朝がくる」	に出演。
人気絶頂時の1950年、雑誌「夫婦生活」の大宅壮一との対談が終わり帰る途中、夕暮れの銀座松坂屋前の路上横断中、アメリカ軍のジープに轢かれて事故死。先天性弱視が災いしたといわれる。享年は32で、真打としてはわずか2年半に終わった。人気者歌笑の突然の交通事故死に坂口安吾が中央公論の中で「"歌笑"文化」の一文を寄せる。また、人気絶頂の最中の突然の死であったため、多くの予定スケジュールが残された。この時穴埋めの代演としてフル回転することになったのがライバルであり親友でもあった四代目柳亭痴楽で、痴楽は「歌笑純情詩集」のテイストを折り込んだ新作落語「痴楽綴方狂室」をかけ、これで名を売って行くことになる。
師匠の円歌は歌笑の事故死当日、巡業先の和歌山県で仕事をしていた。一緒に来ていた三代目江戸家猫八が当時の人気者歌笑の物真似をするのをたまたま客席にまわって観ていた円歌には、声だけでなく表情や仕草までもがまるで歌笑の生き写しのように見えたという。翌日、円歌は移動先の奈良の旅館で歌笑の死を知らされたが、まさに歌笑が車に轢かれた時刻に猫八は舞台で演じていたのだった。そのことを知らされた時の円歌を見ていた浪曲師の相模太郎は、人の顔色がこれほどまでに激変するものなのかと思ったそうである。心から念仏を唱えたと、円歌は後に高座で語っている。
立川談志の少年期に影響を与えた一人とされており、歌笑の急逝を知った談志は生まれて初めて他人のために涙を流したという。また、『談志絶倒昭和落語家伝』によれば、昔々亭桃太郎の復員を聞いて、実力者の帰国に恐れていたという。
墓所は荒川浄閑寺にあり記念の塚（揮毫は武者小路実篤）が建立されている。
生まれ故郷の五日市（現：あきる野市）の黒茶屋（三代目歌笑の生家跡）には渥美清（俳優）が揮毫した詩碑がある。
なお渥美清は映画（『おかしな奴』1963年、東映）とTVドラマ（「おもろい夫婦」1966年10月6日-翌年3月30日）で歌笑を演じた。近年は風間杜夫が昭和の爆笑王ドラマスペシャル「林家三平ものがたり おかしな夫婦でどうもすいませーん!」（テレビ東京・国際放映、2006年8月20日）の中で歌笑を演じた。

### 芸歴
- 1937年9月 - 三代目三遊亭金馬に入門、前座名「金平」。
- 1941年3月 - 二ツ目昇進、「三遊亭歌笑」を襲名。
- 二代目三遊亭円歌門下に移る。
- 1947年10月 - 真打昇進。

## 4代目
四代目 三遊亭 歌笑（1939年5月26日 - ）は東京都西多摩郡五日市町（現：あきる野市）出身の落語家。落語協会所属。本名：高水 勉。出囃子∶『大名行列』。三代目歌笑は叔父にあたる。

### 経歴
幼少期から叔父の落語や叔父の思い出などを聞かされ興味を持つ。幼い頃から可愛がってくれていた叔父の突然の死に衝撃を受け『俺が遺志を継がなきゃ』と考え、1958年4月に二代目三遊亭円歌に入門。前座名「歌寿美」を名乗る。
1961年10月に二ツ目昇進、四代目三遊亭歌笑を襲名。1964年、兄弟子二代目三遊亭歌奴門下へ移籍する。
1973年9月、林家木久蔵、三遊亭好生、桂文平、三遊亭生之助、橘家三蔵、柳家小きん、三遊亭歌雀、柳家さん弥、金原亭桂太と共に真打昇進。
1985年に東京を離れ、2004年まで名古屋大須演芸場の主任を務めた。その後東京に戻り2008年4月6日に黒門亭で高座を、2010年1月に浅草演芸ホールで初席を務める。それからも東京の寄席に顔を出している。

### 芸歴
- 1958年4月 - 二代目三遊亭円歌に入門、前座名「歌寿美」。
- 1961年10月 - 二ツ目昇進、「四代目三遊亭歌笑」を襲名。
- 1964年 - 二代目三遊亭歌奴門下へ移籍。
- 1973年9月 - 真打昇進。
- 1985年 - 活動の拠点を名古屋大須演芸場に移す。
- 2004年 - 東京に戻る。

### 人物
大須演芸場にいた時には、芸歴が一年先輩の古今亭志ん朝の大須独演会（1990年～1999年）を裏方として支えていた。
過去に数度脳梗塞やがんを患って倒れたことがある。現在（2016年）も、闘病しながら、地方の寄席を開催中。

### 得意ネタ
若い頃は新作落語や、叔父譲りの『歌笑純情詩集』を枕に持ってくるなど、口演していたが近年は古典落語に力を入れている。
- 「うどんや」
- 「野ざらし」
- 「吝気の火の玉」
- 「親子酒」など

新作
- 「呼び出し電話」など電話シリーズ
- 「旅行カバン」
- 「歌笑純情詩集」

## メディア

### テレビ
- アナザーストーリーズ 運命の分岐点「落語を救った男たち　天才現る！古今亭志ん朝の衝撃」（NHK総合・2021年9月4日)
- カラーで蘇る二代目円歌（NHKプレミアムBS4K・2025年3月27日、NHKEテレ・2025年3月30日）

### 著書
- 三遊亭歌笑自伝 心で泣いて 笑顔を忘れず[19]（2023年11月、日本橋出版）ISBN 978-4434328763

### 関連図書
- 雷門獅篭『ご勝手名人録』（2012年、ぶんか社）55p～62p ISBN 9784821143481

## 弟子
- 三遊亭笑くぼ
- 三遊亭羊之助[20][21] - セミプロ